# Mythologie inca
La mythologie inca regroupe l'ensemble des mythes et légendes qui expliquent, représentent ou symbolisent les diverses croyances incas.
À la suite de la conquête de l'Empire inca par Francisco Pizarro, la plupart des traces de la culture des Incas furent détruites (toutefois, une théorie avancée par Gary Urton affirme que les quipus constituent un système de notation qui aurait pu enregistrer des données phonologiques ou logographiques). Ce dont on est actuellement sûr est basé sur les témoignages des missionnaires, sur l'iconographie des poteries et de l'architecture inca, et sur les mythes et légendes que continuent à se transmettre les autochtones.

## Légendes fondatrices incas

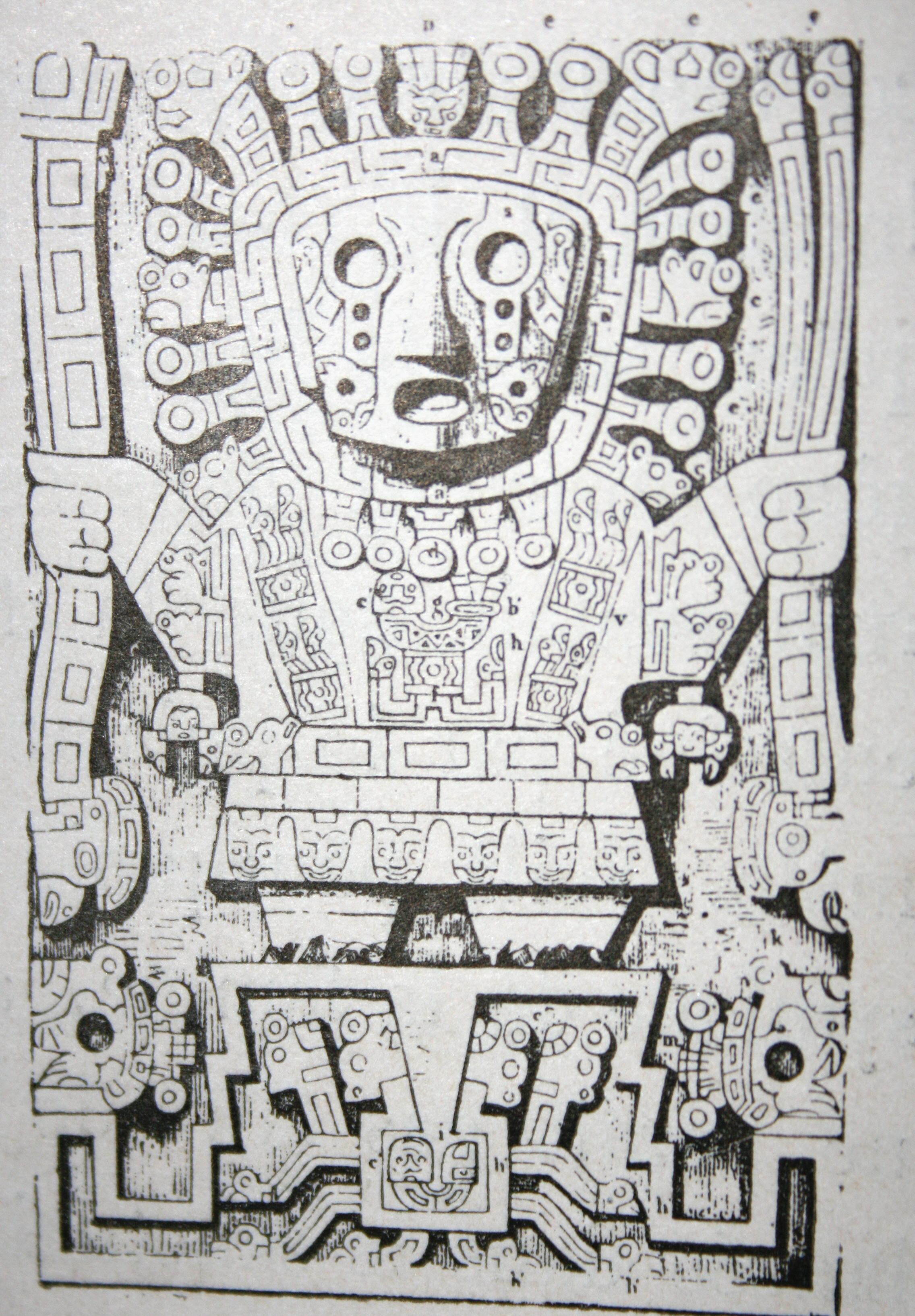
Viracocha, divinité majeure de la mythologie Inca.

Manco Cápac est le fondateur légendaire de la dynastie des Incas au Pérou et en Bolivie   et de la dynastie Cuzco à Cuzco. L'histoire autour de cette figure mythique est assez confuse, notamment concernant sa naissance, sa jeunesse et son rôle à Cuzco. Dans l'une des légendes existantes, il était le fils de Tici Viracocha. Dans un autre mythe, Manco Cápac aurait été extrait des profondeurs du lac Titicaca par le dieu soleil Inti. Cependant, l'interdiction qui prévalait à l'époque proscrivant la prononciation du nom de Viracocha par les roturiers pourrait être une explication à l’existence de mythes parallèles permettant de conserver pour chaque strate sociale un mythe fondateur disposant d'une base commune.
Il existe de nombreux mythes autour de Manco Capac et son arrivée au pouvoir. Dans l'un de ces mythes, Manco Capac et son frère Pacha Kamaq seraient les fils du dieu Inti. Manco Capac, lui-même, était adoré comme le feu et le dieu du soleil. Dans un autre mythe, Manco Capac fut créé avec Mama Ocllo (parfois remplacée dans d'autres contes par d'autres frères et sœurs additionnels) dans les profondeurs du lac Titicaca où ils firent surface avant d'aller sur l’île du Soleil en Bolivie. Toujours d'après cette légende Inti, Manco Capac et ses frères et sœurs furent envoyés sur Terre par le dieu soleil et apparurent dans la grotte de Puma Orco à Paqariq Tampu, Manco Capac disposant alors d'un bâton en or nommé Tapac-Yauri. Il leur fut alors ordonné de créer un temple pour le dieu Soleil, leur père. La fratrie partit donc en expédition. 
Dans la légende mentionnant Viracocha, Manco Capac était le fils de Viracocha de Paqariq Tampu, cité à 25 km au sud de Cuzco. Lui et ses frères (Ayar Auca, Ayar Cachi et Ayar Uchu) et ses sœurs (Mama Ocllo, Mama Huaco, Mama Raua et Mama Cura) vécurent à Paqariq Tampu et unifièrent les populations locales et les dix ayllu qu'ils rencontrèrent durant leurs voyages pour conquérir les autres tribus de la vallée de Cuzco. Cette légende intègre aussi le bâton d'or qui lui aurait été donné par son père. 
Ces légendes peuvent varier de l'une à l'autre, mais de manière assez récurrente, il est expliqué que le jeune Manco aurait trahi ses frères plus âgés, les aurait tués et serait alors devenu Cuzco.

## Divinités

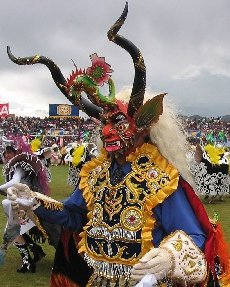
Supay, dieu de la mort durant la cérémonie andine diablada

Comme chez les Romains, les Incas autorisaient les différentes cultures qu'ils intégraient dans leur empire à conserver leur religion. Les divinités était des huacas liées à des endroits, des espaces et des peuples spécifiques, et à l'origine de revendications identitaires, dans le cadre de la cosmovision andine. La liste ci-dessous présente les principaux dieux de ces peuples agrégés dans l'empire inca, certains d'entre eux sont similaires et renvoient parfois à la même symbolique (créateur de l'univers, protecteur des hommes). Sauf mention contraire, ces dieux ont pu être vénérés par différents ayllus ou sous d'autres formes[réf. à confirmer],.
- Apu (es) était un dieu (ou un esprit) des montagnes. Les principales montagnes avaient chacune leur propre apu et certaines d'entre elles recevaient des sacrifices. Certains rochers et grottes pouvaient aussi avoir leur propre apu[5].
- Apocatequil, parfois écrit Apotequil (mais aussi connu sous le nom de Illapa) était le dieu de la foudre.
- Ataguchu était un dieu mentionné dans le mythe de la création.
- Axomama (s'écrit aussi Acsumama ou encore Ajomama) était la déesse de la pomme de terre. Son nom est composé des mots acsu (Pomme de terre) et mama (Mère), soit littéralement « Mère de la Pomme de terre » en langue quechua. Dans la mythologie Inca, elle est la fille de Pachamama.
- Catequil était un dieu de la foudre et du tonnerre.
- Cavillaca était une déesse vierge connue pour avoir mangé un fruit, en fait le sperme de Coniraya, le dieu Lune, ce qui l'a mise enceinte. Quand elle donna naissance à un fils, elle demanda que le père (qu'elle ne connaissait pas), reconnaisse l'enfant mais aucun ne le fit. Elle prit alors le nouveau-né, le posa par terre et ce dernier rampa vers Coniraya. Couverte de honte en raison de l'apparence misérable de Coniraya encore déguisé en humble berger, elle courut vers la côte du Pérou où elle se métamorphosa elle et son fils en rochers.
- Ch'aska (es) (Vénus) ou Ch'aska Quyllur (l'étoile de Vénus) était la déesse de l'aube et du crépuscule.
- Copacati (es) était une déesse d'un lac.
- Ekeko était un dieu du foyer et de la richesse. Les anciens fabriquaient des poupées représentant ces divinités et plaçaient à l'intérieur de celles-ci des miniatures représentant ce qu'ils désiraient. Les Incas croyaient que ceci permettait de réaliser leurs souhaits. La légende voulait qu'Ekeko conservait la Voie lactée dans une cruche et qu'il l'utilisait pour faire pleuvoir.
- Illapa (« foudre et tonnerre »), aussi appelé Apu Illapu, Ilyap'a ou encore Katoylla, était un dieu du temps (météorologie) très populaire. Il était fêté le 25 juillet. Il était souvent représenté comme un homme portant des vêtements resplendissants et portant sur lui un gourdin et des pierres. Il était anciennement le principal dieu du royaume de Qulla qui devint à la suite de sa conquête la province inca Qullasuyu.
- Inti était le dieu du soleil. Source de chaleur et de lumière, protecteur du peuple inca. Inti était considéré comme la divinité la plus importante. Les empereurs incas se réclamaient d'ailleurs de sa descendance.
- Kon (es) était le dieu de la pluie et du vent qui venait du sud. Il était l'un des fils de Inti et de Mama Quilla (ou Pachamama). Certaines légendes le décrivent comme le dieu des phénomènes climatiques venus du sud alors que son frère Pachacamac régnait sur le vent et la pluie venus du nord.
- Mama Allpa était une déesse de la fertilité, représentée avec des multiples seins.
- Mama Qucha (« mère de la mer ») était la déesse de la mer et des poissons, protectrice des marins et des pêcheurs. Dans une des légendes existantes, elle était la mère d'Inti et de Mama Killa qu'elle aurait eu avec Viracocha.

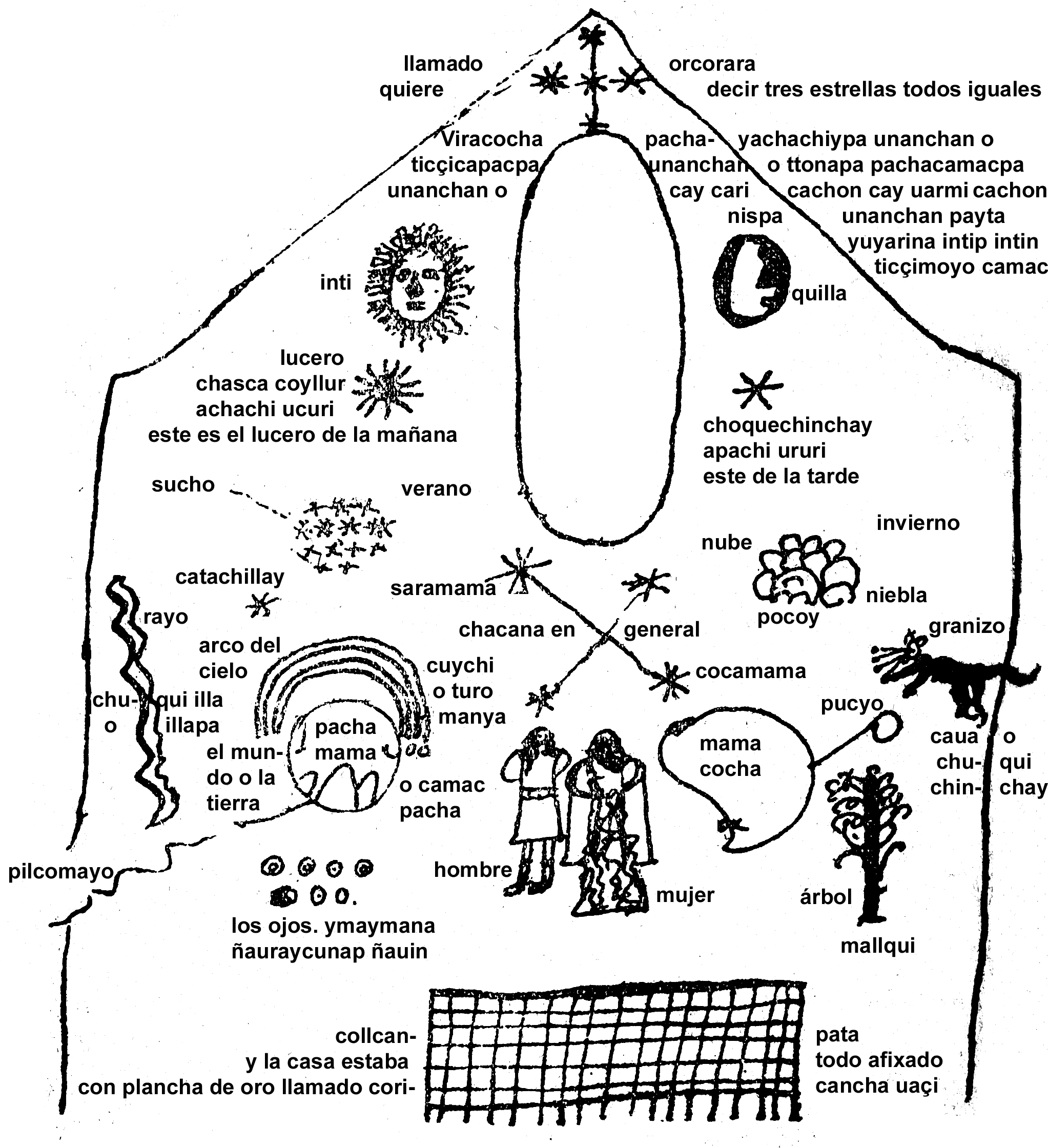
Représentation de la cosmologie des Incas, d'après Juan de Santa Cruz Pachacuti Yamqui Salcamayhua (1613), reproduisant un dessin présent dans le temple du soleil Qurikancha à Cuzco, avec Inti (le Soleil), Killa (la Lune), Pachamama (la mère-terre), Mama Qucha (mère de la mer), et Chacana (la croix du Sud) avec Saramama (la mère du grain) et Kukamama (la mère de la Coca).

- Mama Pacha (parfois nommée Pachamama), assimilée à la Terre-Mère ou à la Mère-Nature, était une déesse de la fertilité qui présidait à la plantation et à la récolte, et la femme de Pacha Kamaq, un dragon. On croyait qu'elle était responsable des tremblements de terre.
- Mama Killa (« mère de la Lune » ou « mère en or ») une déesse de la lune, des festivals et des mariages. Elle était la fille de Wiraqucha et de Mama Qucha ; et suivant les légendes, la femme ou la fille d'Inti. Elle était la mère de Manqu Qhapaq, Pacha Kamaq, Kon et Mama Uqllu.
- Mama Sara (« mère du maïs », parfois nommée Saramama) était la déesse du grain. Elle était associée au maïs qui était largement cultivé à l'époque dans ces régions. Parfois, le maïs était utilisé pour confectionner des poupées à l'effigie de Mama Sara. Elle était aussi associée aux saules.
- Pacha Kamaq (« créateur de la terre ») était une divinité liée à la fertilité de la terre, initialement vénérée par les Ichma.
- Paryaqaqa (es) était un dieu de l'eau dans la mythologie pré-inca, mais qui fut repris et vénéré par les Incas. Il était un dieu des averses et un dieu créateur. Il est né faucon mais devint par la suite humain.
- Paricia était un dieu tenu responsable des inondations pour qui ne lui montrait pas du respect. Il est possible que ce soit un autre nom du dieu Pacha Kamaq.
- Supay (es) était à la fois le dieu de la mort et le maître de l'Uku Pacha (es), le monde du dessous ainsi que d'une race de démons.
- Urcaguary (es) était le dieu des métaux, des pierres précieuses et d'autres éléments précieux issus du sous-sol.
- Urquchillay (es) était une divinité qui veillait sur les animaux.
- Wiraqucha était le dieu universel. Au début, il était le principal dieu de la mythologie Inca mais Pachakuti devint empereur des Incas. Il changea alors l'ordre d'importance des dieux désignant comme divinité supérieure Inti, le dieu solaire.

## Quelques croyances majeures
- Mama Uqllu était la sœur et la femme de Manqu Qhapaq. Elle aurait appris aux Incas l'art de filer.
- Les Mamaconas (es) étaient comme des nonnes et vivaient dans des temples/sanctuaires. Elles dédiaient leur vie à Inti, servaient les Incas et priaient. Issues de la noblesse ou disposant d'une grande beauté, ces jeunes filles étaient formées durant quatre ans, en tant que acllas, puis devaient choisir entre épouser un noble inca ou devenir des mamaconas. En ce sens, elles sont comparables aux vestales romaines à la différence que la civilisation Inca n'accordait pas d'importance à la notion de virginité, concept adopté pour autant dans les civilisations occidentales.
- Dans une légende, Unu Pachakuti (es) était une inondation majeure envoyée par Viracocha pour détruire les géants qui avaient construit Tiwanaku.
- Une Wak'a (ou Huaca) était un objet ou un lieu sacré comme pouvait l'être une montagne ou une momie.

## Organisation cosmologique inca
La cosmologie inca était organisée en trois niveaux spatio-temporels, aussi appelés Pachas, à savoir :
- Uku Pacha (« le monde d'en bas ») qui était localisé dans la terre, sous la surface ;
- Kay Pacha qui était le monde où les humains vivaient ;
- Hanan Pacha (« le monde d'en haut ») qui était le monde où vivaient le Soleil et la Lune[1],[4][réf. à confirmer].

D'autres niveaux ou Pachas (es) représentaient les différentes étapes dans le développement du cosmos et de l'ordre.

## Symboles incas

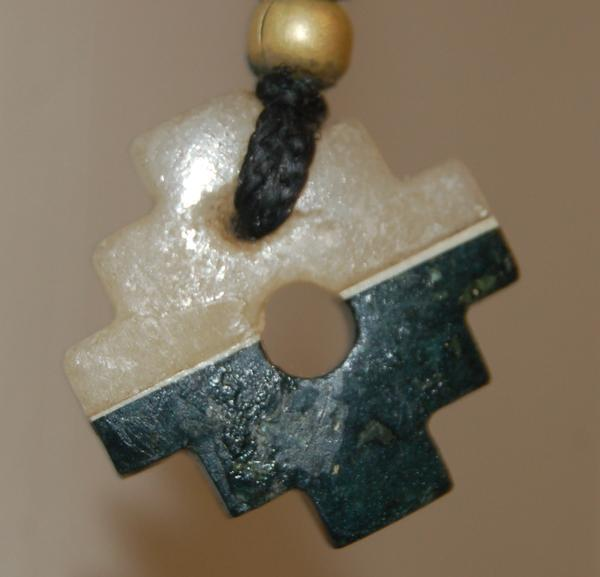
Chacana ou arbre de la vie

- La chacana (ou la croix inca) est, selon des auteurs contemporains, une croix représentant la division du monde en trois niveaux, comme d'autres symboles dans d'autres mythologies comme l'arbre de la vie ou l'Arbre-Monde.